# Gustavsbergs församling
Gustavsbergs församling var en församling i Stockholms stift och i Värmdö kommun i Stockholms län. Församlingen uppgick 2010 i Gustavsberg-Ingarö församling.

## Administrativ historik
Församlingen bildades 1 januari 1902 genom en utbrytning ur Värmdö församling.
Församlingen var till 1 maj 1902 annexförsamling i pastoratet Värmdö, Boo, Möja, Djurö, Ingarö och Gustavsberg.  Från 1 maj 1902 till 2010 moderförsamling i pastoratet Gustavsberg och Ingarö som till maj 1923 även omfattade Boo församling. Församlingen uppgick 2010 i Gustavsberg-Ingarö församling.

## Organister
| Ämbetstid | Namn                        | Levnadstid | Övrigt    |
| --------- | --------------------------- | ---------- | --------- |
| 1961–1964 | Frans Alfred Carl Grönstedt | 1906–      | Organist. |

## Kyrkor
- Gustavsbergs kyrka